# فندق عبور

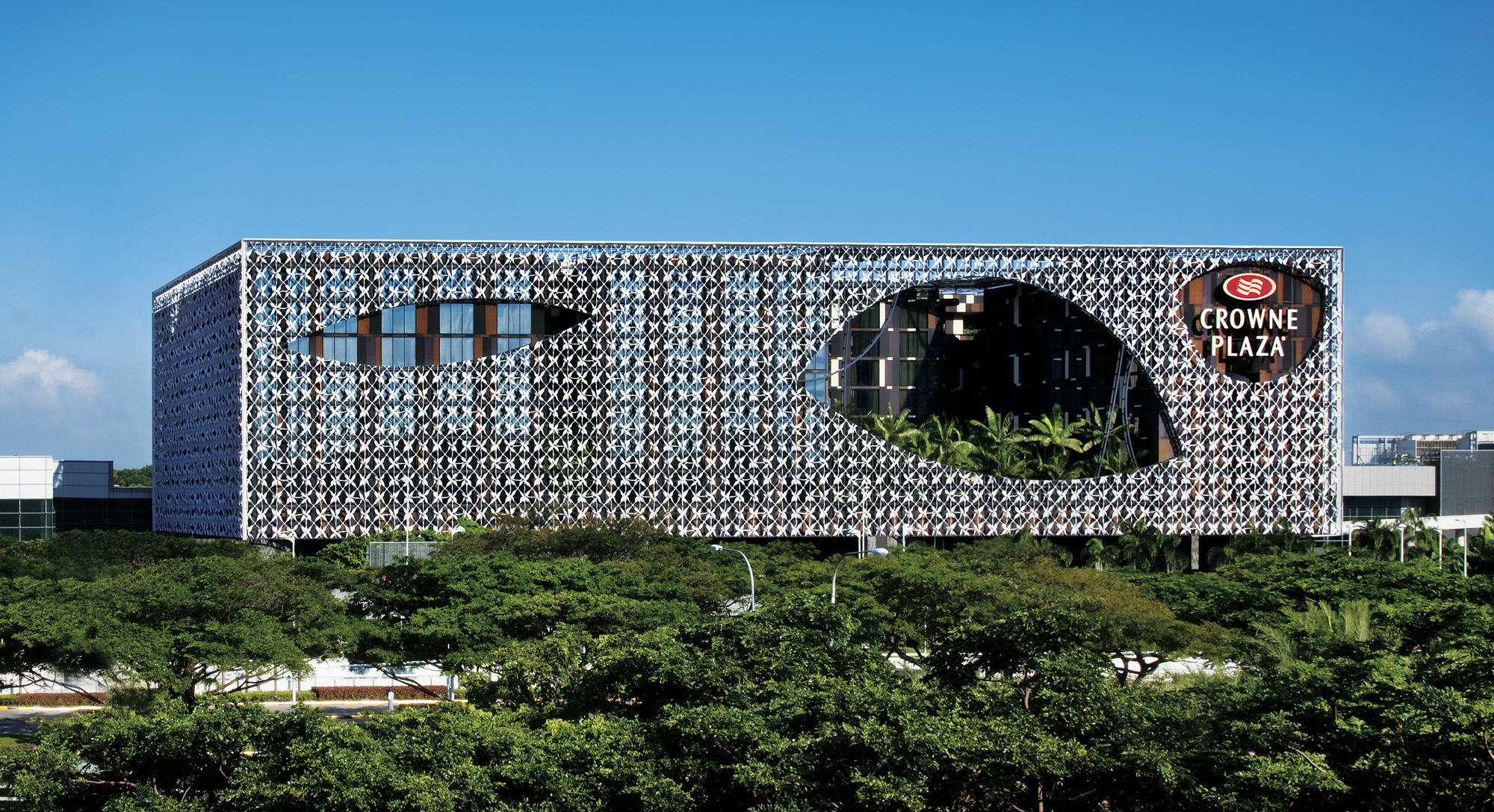
فندق كراون بلازا في مطار شانغي، سنغافورة

فندق عبور أو (فندق الترانزيت) هو فندق للإقامة القصيرة يقع في منطقة عبور المطارات الدولية، حيث يمكن للمسافرين في فترات الانتظار الطويلة بين أوقات رحلات الطائرات (عادةً ما لا يقل عن ست ساعات) البقاء أثناء انتظار رحلتهم التالية. يقع الفندق داخل نقاط التفتيش الأمنية / جوازات السفر وعلى مقربة من مباني المطار. لا يلزم الحصول على تأشيرة دخول إلى الدولة للبقاء، على الرغم من أن بعض البلدان تتطلب تأشيرة عبور.